# Magyar földikutya
A magyar földikutya (Nannospalax (leucodon) hungaricus) a nyugati földikutya szuperszpeciesz, más néven nagyfaj, életmódját és ökológiai igényeit tekintve hasonló, de eltérő kromoszómaszámmal jellemezhető, tehát genetikailag izolált biológiai faja.

## Előfordulás
Magyarország, Szerbia és Románia területén őshonos. Természetes elterjedése az Alföld majdnem egészére kiterjedt, de Vajdahunyad térségében Erdély nyugati felét is eléri. A Kárpát-medence középső, leginkább kontinentális klímájú, sokszor szélsőségeknek kitett, aszályos területein honos.

A két nagykunsági (mezőtúri és kunmadarasi) populáció egyedszáma együtt sem éri el az 50 példányt, a két Békés vármegyei  (tompapusztai és battonyai) populáció egyedszámát 150-re becsülik. A faj világállománya alig haladhatja meg a 6000 példányt.

### Delibláti populáció
A vajdasági Delibláti-homokpusztán található állomány messze a legnagyobb, közel 6000-es becsült példányszámmal.

### Tompapusztai populáció
A területet 1979-ben fedezte fel Csathó András János, a következő években a földikutya jelenlétére is felfigyelt. A Battonya közigazgatási területén található Tompapusztai-löszgyep (más néven Külső-gulya, Kis-gulya) az ország egyik legnagyobb kiterjedésű ősi löszpusztagyepe. Az ismert élőhelyek közül növényzet szempontjából is az egyik legértékesebbnek tartott, 21 hektáros területet a Száraz-ér öleli körül. Az 1960-as évekig szarvasmarha legelő volt, azóta kaszálják. 1989 óta védelem alatt áll, ma a Körös–Maros Nemzeti Park fokozottan védett természeti területe. Területbővítés és élőhely-rekonstrukció eredményeként ez a magyarországi magyar földikutya populáció van legjobb helyzetben. A későbbiekben veszélyt jelenthet a viszonylag kis mérete, izoláltsága. Natura 2000-es terület: Mezőhegyes-battonyai gyepek HUKM20009.

Itt vizsgálták a földikutyáknak a gyep szerkezetére és fajkészletére gyakorolt hatását, amiből kiderült, hogy a földikutyák túrásai által keltett
zavarás hozzájárulhat a gyep állapotának megőrzéséhez, diverzitásának fenntartásához.

### Battonyai populáció
Battonya belterületén az egykori marhalegelő maradványán található, mérete 37 ha, legnagyobb részét degradált löszpusztarét és gyomos üde gyep borítja. Helyi védettséget élvez, egyben Natura 2000-es terület: Mezőhegyes-battonyai gyepek HUKM20009. A 2010-es extrém csapadékos évben az élőhely jelentős részét víz borította. Fennmaradását elsősorban az időszakonként jelentkező magas belvíz fenyegeti.

### Mezőtúri populáció
2008-ban fedezték fel. Mezőtúr város belterületén, kiskertekben, udvarokon és még beépítetlen üres telkeken él. Az ismert élőhelyek összes mérete 6 ha, amit gyepek és kiskertek borítanak. Az ismert populáció egyedszáma nem haladja meg a harminc egyedet. Az élőhely fragmentumok nem állnak helyi vagy országos oltalom alatt és nem részei Natura 2000 hálózatnak sem. A területek túlnyomó többsége a beépítésre szánt, ipari parki övezet részét képezi. A beépítésen kívül, a háziállatok általi predáció, a fokozódó élőhely- fragmentáció, valamint az illegális hulladéklerakás okozta élőhely-leromlás fenyegeti. A mezőtúri földikutya populáció szerepel a Mezőtúri Települési Értéktárban és a Jász-Nagykun-Szolnok Megyei Értéktárban.

### Kunmadarasi populáció
2008-ban fedezték fel, az akkor húsz körülire becsült egyedszám azóta folyamatosan csökkent, jelenleg biztosan tíz alatt, elképzelhető, hogy az öt egyedet sem haladja meg. Egy elhagyott egykori szovjet katonai repülőtér gyep-fragmentumain az ismert élőhely mérete 1 ha, melyet löszpusztarét borít. A terület nem védett. A legkomolyabb gondot az állomány igen alacsony egyedszáma, valamint élőhelyük beszűkülése jelenti. Mindössze négy kisméretű élőhely fragmentumon sikerült a földikutya előfordulását azonosítani. Az élőhelyek beszűküléséhez minden bizonnyal a területre jellemző nagyfokú becserjésedés és a repülőtéren lévő nagyobb kiterjedésű gyep-fragmentumokon megindult szántóföldi gazdálkodás is jelentősen hozzájárulhatott. A 2013-as fajmegőrzési tanulmányban nagy területre kiterjedő cserjeirtás, illetve az állomány teljes áttelepítése merült fel.

## Megjelenés
A nyugati földikutya fajcsoport fajai külső megjelenésben nem különböznek egymástól.